# Evohé
Evohé: Poemas eróticos es un libro de poesía de la escritora uruguaya Cristina Peri Rossi, publicado en 1971 por la editorial Girón. El poemario, conformado por textos eróticos de carácter lésbico y disruptivo, fue el primer libro de poesía de la autora y es considerado una de sus obras más importantes, además de un texto emblemático de la poesía latinoamericana del siglo XX.
Debido al carácter conservador de la sociedad uruguaya de la época, la publicación de la obra resultó controversial por su temática y posteriormente fue prohibida por la dictadura militar uruguaya. A causa de ello, el libro fue difícil de conseguir durante décadas, hasta que fue reeditado en 2021.
Entre las temáticas principales de la obra se encuentran el homoerotismo femenino, el amor lésbico y el abordaje de las relaciones sexuales y la liberación femenina a través de motivos religiosos.

## Trasfondo

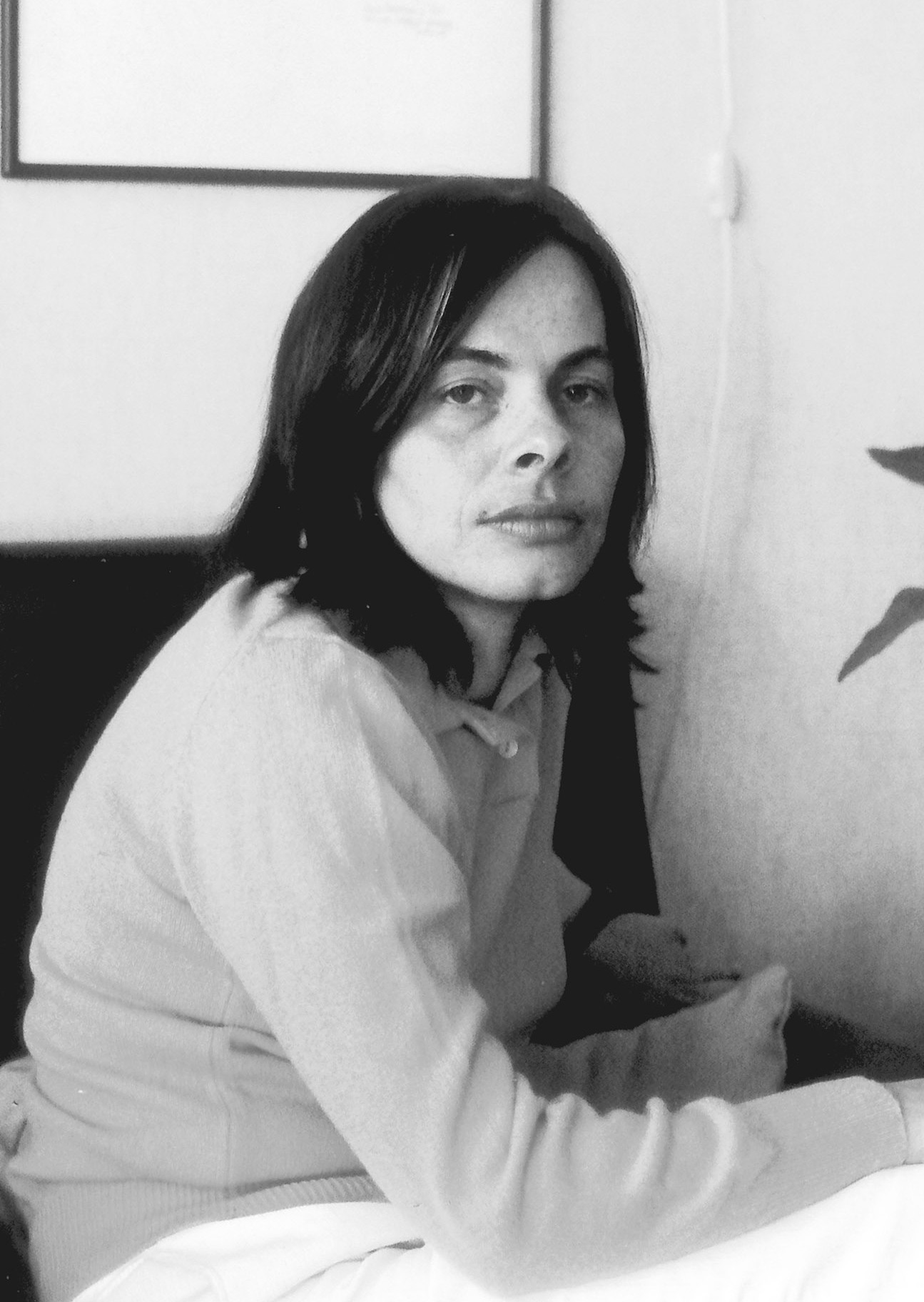
Cristina Peri Rossi en 1986.

El título del libro, como lo confirmó la propia autora, es tomado de la onomatopeya que referencia los gritos ceremoniales que proferían las mujeres que adoraban al dios griego Dioniso en medio del éxtasis amoroso, tal como lo relata el poeta clásico Eurípides en la tragedia Las bacantes. En cuanto a su estructura, la obra se compone de 16 poemas e inicia con dos citas literarias, una de la poeta griega Safo que dice: «Otra vez Eros que desata los miembros / me tortura dulce y amargo / monstruo invencible», y otra del cineasta francés Jean Cocteau que indica: «La poesía es imprescindible, pero me gustaría saber para qué».
La temática de erotismo lésbico del poemario provocó controversia en el Uruguay de principios de la década de 1970. Sobre la recepción que obtuvo el libro, Peri Rossi afirmó años después, en el prólogo de una de sus reediciones: «Me sentí en medio de una revolución y de una contrarrevolución, asombrada por las reacciones que producía y por las consecuencias que traía. Me convertí, sin haberlo deseado, en la Rimbaud de una ciudad donde, por lo demás, había nacido el conde de Lautréamont».
El mismo año de la publicación de Evohé, Peri Rossi recibió información de que fuerzas militares estaban planificando detenerla, por lo que en 1972 decidió abandonar Uruguay con destino a Barcelona, en medio de una creciente oleada de represión en América Latina a manos de dictaduras militares. Al poco tiempo, Uruguay sufrió un golpe de Estado y se instauró un régimen dictatorial, que prohibió las obras de Peri Rossi.
Además del rechazo hacia el libro del sector de la derecha, la izquierda, corriente política en la que militaba Peri Rossi, también fue hostil hacia la obra. Sobre el tema, la autora afirmó en una entrevista realizada en 2003:

Era una figura política reconocida de la izquierda independiente, de manera que, después del éxito literario, pensé que ya tenía suficientes méritos y que ese era el momento. Que no me iban a discutir políticamente si sacaba un libro de poemas lésbicos, así que saqué Evohé, en el 71. Y a la izquierda le sentó como una patada. En el semanario donde yo escribía, el más famoso en América Latina, “Marcha”, estuvieron seis meses sin sacar la crítica de mi libro. Yo escribía allí y políticamente tenía mucho peso, pero ¿qué hacían conmigo cuando había sacado un libro lesbiano? Al final decidieron que publicaban la reseña, y después la izquierda más izquierda, los tupamaros, me llamó al orden. Entonces no aceptaban homosexuales en la guerrilla. Yo tenía amigos gays que querían entrar, pero los rechazaban. Me dijeron que había escrito un libro pequeño-burgués y me pusieron entre los autores que no había que leer (...) Si a mí no me llega a echar a patadas el fascismo, lo hubiera hecho la propia izquierda revolucionaria.

Tras su publicación original en 1971, el libro no volvió  a ser reeditado durante décadas, lo que volvió difícil su obtención y elevó el precio de los ejemplares originales. La obra fue finalmente reeditada en Uruguay en 2021 de la mano de la editorial Estuario, luego de que Peri Rossi fuera galardonada con el Premio Miguel de Cervantes y cincuenta años después de la edición original.

## Temáticas
Entre las temáticas centrales del libro se encuentran el amor lésbico, el erotismo femenino y la imposibilidad del lenguaje de expresar la pasión. Una particular significación tiene en la obra la imagen de la mujer libre, que es transformada en la poesía de Peri Rossi por medio de la sensualidad y la consumación de deseos que rompen la dicotomía entre géneros. El erotismo empleado en la obra es también notorio por su carácter transgresor y contracultural para la época, caracterizada por la estigmatización de la homosexualidad. En Evohé, por el contrario, las relaciones sexuales entre mujeres son descritas como actos poéticos de celebración, como se aprecia, por ejemplo, en estos versos del poema «Vía Crucis»:

Entré como a una catedral
y sus piernas vibraron
como los tubos del órgano
cuando, adentro,
me puse a pronunciarla
a hacer música entre las naves
bajo la mirada aquiescente
de todas las vírgenes iluminadas.

Debido a su tratamiento de manera abierta del homoerotismo y su posicionamiento como temática central, Evohé inició una segunda etapa en la tradición literaria LGBT uruguaya, que hasta entonces solo había contado con representaciones que abordaban la homosexualidad de forma sutil.
Otro motivo recurrente del poemario es una suerte de sacralización del cuerpo femenino y el deseo hacia el mismo, así como la inclusión de léxico y simbología religiosa y referencias a figuras bíblicas, como Adán, que en Evohé es usado como forma de criticar al sistema patriarcal. Este carácter religioso puede apreciarse en poemas como «Silencio», en el que Peri Rossi describe el cuerpo desnudo de una mujer como objeto de una oración y exige que sea contemplado en silencio, superando todos los prejuicios, como se puede observar en el siguiente fragmento del poema:

Cuando ella abre sus piernas
que todo el mundo se calle.
(...)
que no hay enjambre mejor
que sus cabellos
ni abertura mayor que la de sus piernas
ni bóveda que yo avizore con más respeto
ni selva tan fragante como su pubis
ni torres y catedrales más seguras.
Silencio.
Orad: ella ha abierto sus piernas.
Todo el mundo arrodillado.